# Accra Hearts of Oak Sporting Club
El Accra Hearts of Oak Sporting Club (Corazones de Roble de Accra) es un club de fútbol ubicado en Acra, Ghana. Fue fundado el 11 de noviembre de 1911.
Cuenta entre sus palmarés más importantes con 21 torneos ghaneses y una Liga de Campeones de la CAF.

## Jugadores

### Jugadores históricos
| - Ishmael Addo - Sammy Adjei - Owusu Afriyie - Anthony Annan | - Stephen Appiah - Laryea Kingston - Yaw Preko - Awule Quaye | - Daniel Quaye - Shamo Quaye - Christian Saba - Charles Asampong Taylor |

## Entrenadores

### Entrenadores destacados
- Cecil Jones Attuquayefio (1998-2001)
- Ernst Middendorp (2004)
- Eyal Lachman (2008)
- Kosta Papić (2008-2009)
- Nebojša Vučićević (2011-2012)
- Charles Akonnor (2012)
- Benjamin Adjei (2012-2013)
- David Duncan (2013)
- Mohammed Ahmed Polo (2013-2014)
- Herbert Addo (2014-2015)[2][3]
- Kim Grant (2018-presente)

## Participación en torneos internacionales

#### Por competición
- Para los detalles estadísticos del club véase Anexo:Hearts of Oak en competiciones internacionales.

Nota: En negrita competiciones activas.
| Competición                                            | Temp. | PJ  | PG | PE | PP | GF  | GC  | Dif. | Puntos | Títulos | Subtítulos |
| ------------------------------------------------------ | ----- | --- | -- | -- | -- | --- | --- | ---- | ------ | ------- | ---------- |
| Liga de Campeones de la CAF                            | 19    | 111 | 54 | 21 | 36 | 167 | 129 | +38  | 183    | 1       | 2          |
| Recopa Africana                                        | 4     | 21  | 9  | 4  | 8  | 30  | 24  | +6   | 31     | –       | –          |
| Copa Confederación de la CAF                           | 3     | 20  | 10 | 6  | 4  | 24  | 21  | +3   | 36     | 1       | –          |
| Supercopa de la CAF                                    | 2     | 2   | 1  | 0  | 1  | 2   | 2   | 0    | 3      | 1       | 1          |
| Copa CAF                                               | 1     | 4   | 3  | 0  | 1  | 12  | 6   | +6   | 9      | –       | –          |
| Total                                                  | 29    | 158 | 77 | 31 | 50 | 235 | 182 | +53  | 262    | 3       | 3          |
| Actualizado a la Copa Confederación de la CAF 2021-22. |       |     |    |    |    |     |     |      |        |         |            |

#### Participaciones
- Liga de Campeones de la CAF (19): 1972, 1974, 1977, 1979, 1980, 1985, 1986, 1991, 1998, 1999, 2000, 2001, 2002, 2003, 2004, 2005, 2006, 2008, 2021-22.

- Recopa Africana (4): 1982, 1988 (abandonó), 1990, 1995, 1997.

- Copa Confederación de la CAF (3): 2004, 2015, 2021-22.

- Supercopa de la CAF (3): 2001, 2005, 2021.

- Copa CAF (1): 1993.

## Palmarés

### Torneos nacionales (32)
- Liga de Ghana (22): 1956 (No oficial), 1958, 1962, 1971, 1973, 1976, 1978, 1979, 1984, 1985, 1990, 1997, 1998, 1999, 2000, 2001, 2002, 2004, 2007, 2009, 2021
- Copa de Ghana (12): 1973, 1974, 1979, 1981, 1989, 1990, 1993-94, 1995-96, 1999, 2000, 2021, 2022
- Supercopa de Ghana (3): 1997, 1998, 2021

### Torneos internacionales (3)
- Liga de Campeones de la CAF (1): 2000
- Copa Confederación de la CAF (1): 2004
- Supercopa de la CAF (1): 2001